# جمال‌آباد (سرچهان)
جمال‌آباد دهستانی در شهرستان کره‌ای بخش مرکزی سرچهان در استان فارس ایران است. این دهستان، مرکز شهرستان کره‌ای است.

## جمعیت
بر پایه سرشماری عمومی نفوس و مسکن در سال ۱۳۹۵، جمعیت این روستا برابر با ۷۲۴ نفر (۲۲۱ خانوار) بوده است.